# Mascarpone

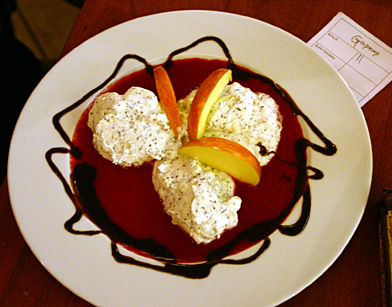
Mascarpone med äpplen och sås.

Mascarpone är en italiensk färskost som särskilt används till desserter och i bakverk. Den är en av huvudingredienserna i den italienska desserten tiramisu. Mascarpone används även till frukt, och förekommer i glass, yoghurt och i många bakverk, exempelvis i vissa marängtårtor, cheesecakes och cannoli.
Mascarpone kommer ursprungligen från trakten av Abbiategrasso i Lombardiet i Italien. Det dialektala italienska ordet mascarpa betyder "mesost".